# Elecciones municipales de Huancayo de 2022
Las elecciones municipales de Huancayo de 2022 se llevaron a cabo el 2 de octubre de 2022 para elegir al alcalde y al Concejo Provincial de Huancayo para el periodo 2023-2026. La elección se celebró simultáneamente con elecciones regionales y municipales (provinciales y distritales) en todo el Perú.

## Sistema electoral
La Municipalidad Provincial de Huancayo es el órgano administrativo y de gobierno de la provincia de Huancayo. Está compuesta por el alcalde y el Concejo Provincial.
La votación del alcalde y el concejo se realiza en base al sufragio universal, que comprende a todos los ciudadanos nacionales mayores de dieciocho años, empadronados y residentes en la provincia de Huancayo y en pleno goce de sus derechos políticos, así como a los ciudadanos no nacionales residentes y empadronados en la provincia de Huancayo. No hay reelección inmediata de alcaldes.
El Concejo Provincial de Huancayo está compuesto por 15 regidores elegidos por sufragio directo para un período de cuatro (4) años, en forma conjunta con la elección del alcalde (quien lo preside). La votación es por lista cerrada y bloqueada. Se asigna a la lista ganadora los escaños según el método d'Hondt o la mitad más uno, lo que más le favorezca.

## Composición del Concejo Provincial de Huancayo
La siguiente tabla muestra la composición del Concejo Provincial de Huancayo antes de las elecciones.
| Partidos | Partidos                                         | Regidores |
| -------- | ------------------------------------------------ | --------- |
|          | Movimiento Político Regional Perú Libre          | 9         |
|          | Caminemos Juntos por Junín                       | 2         |
|          | Movimiento Regional Sierra y Selva Contigo Junín | 2         |
|          | Acción Popular                                   | 1         |
|          | Junín Sostenible con su Gente                    | 1         |

## Elecciones internas
Los partidos políticos realizaron la convocatoria a elecciones internas (15–22 de enero de 2022) para definir a los candidatos de sus organizaciones en listas cerradas y bloqueadas. Se someten a elección las candidaturas a:
- Alcaldía Provincial de Huancayo (1 candidatura).
- Concejo Provincial de Huancayo (15 candidaturas).
- Alcaldías distritales de Huancayo (27 candidaturas).
- Concejos distritales de Huancayo (147 candidaturas).

Existen dos modalidades para la organización de las elecciones internas:
- Modalidad de elección directa: con voto universal, libre, voluntario, igual, directo y secreto de los afiliados. Será la modalidad utilizada por Acción Popular,[5] Alianza para el Progreso,[6] Somos Perú,[7] Corazón Libre,[8] Junín Renace,[8] el Partido Morado[9] y Junín para Todos.[8] Las elecciones serán el 15 de mayo de 2022.
- Modalidad de delegados: a través de delegados previamente elegidos mediante voto universal, libre, voluntario, igual, directo y secreto de los afiliados. Será la modalidad utilizada por Perú Libre,[10] Caminemos Juntos por Junín,[8] Movimiento Regional Sierra y Selva Contigo Junín,[8] Junín Sostenible con su Gente,[8] Avanza País,[11] Fuerza Popular,[12] Movimiento Regional Bloque Popular Junín,[8] Juntos por el Perú,[13] Podemos Perú,[14] Renovación Popular[15] y Frente de la Esperanza.[16] Las elecciones serán el 22 de mayo de 2022.

## Partidos y candidatos
A continuación se muestra una lista de los principales partidos y alianzas electorales que participan en las elecciones:
| Candidatura | Candidatura | Partidos y alianzas                                            | Candidatos | Candidatos               | Ideología                                                           | Resultado previo | Resultado previo | Ref.   |
| Candidatura | Candidatura | Partidos y alianzas                                            | Candidatos | Candidatos               | Ideología                                                           | Votos (%)        | Reg.             | Ref.   |
| ----------- | ----------- | -------------------------------------------------------------- | ---------- | ------------------------ | ------------------------------------------------------------------- | ---------------- | ---------------- | ------ |
|             | PL          | Lista - Perú Libre (PL)                                        |            | Luis de la Cruz Sullca   | Socialismo del siglo XXI Marxismo-leninismo Mariateguismo           | 36.56%           | 9                | [ 17 ] |
|             | CJJ         | Lista - Caminemos Juntos por Junín (CJJ)                       |            | Emerson Nolasco Delgado  | Regionalismo juninense                                              | 17.82%           | 2                | [ 17 ] |
|             | SyS         | Lista - Movimiento Regional Sierra y Selva Contigo Junín (SyS) |            | Dennys Cuba Rivera       | Regionalismo juninense                                              | 12.85%           | 2                | [ 17 ] |
|             | AP          | Lista - Acción Popular (AP)                                    |            | Miriam Gavino Fernández  | Partido atrapalotodo                                                | 7.27%            | 1                | [ 18 ] |
|             | JUS         | Lista - Junín Sostenible con su Gente (JUS)                    |            | Moisés Guía Pianto       | Regionalismo juninense                                              | 7.11%            | 1                | [ 17 ] |
|             | APP         | Lista - Alianza para el Progreso (APP)                         |            | Julio de la Rosa Luján   | Liberalismo económico Conservadurismo liberal Populismo de derecha  | 6.16%            | 0                | [ 18 ] |
|             | BPJ         | Lista - Movimiento Regional Bloque Popular Junín (BPJ)         |            | Jesús Contreras Lazo     | Regionalismo juninense                                              | Nuevo            | Nuevo            | [ 18 ] |
|             | JP          | Lista - Juntos por el Perú (JP)                                |            | Euclides Ildefonso Muñoz | Socialismo democrático Progresismo                                  | Nuevo            | Nuevo            | [ 18 ] |
|             | PM          | Lista - Partido Morado (PM)                                    |            | José Jurado Vera         | Centrismo Republicanismo Progresismo                                | Nuevo            | Nuevo            | [ 18 ] |
|             | RP          | Lista - Renovación Popular (RP)                                |            | Manuel Arteaga Matos     | Ultraconservadurismo Fundamentalismo cristiano Populismo de derecha | Nuevo            | Nuevo            | [ 18 ] |
|             | FE          | Lista - Frente de la Esperanza (FE)                            |            | Fernando Canales Huamán  | Reformismo                                                          | Nuevo            | Nuevo            | [ 18 ] |
|             | CP          | Lista - Corazón Patriota (CP)                                  |            | Emilio Capcha Mandujano  | Regionalismo juninense                                              | Nuevo            | Nuevo            | [ 18 ] |
|             | JR          | Lista - Junín Renace (JR)                                      |            | Juan Arredondo Mayta     | Regionalismo juninense                                              | Nuevo            | Nuevo            | [ 18 ] |

## Sondeos de opinión
Las siguientes tablas enumeran las estimaciones de la intención de voto en orden cronológico inverso, mostrando las más recientes primero y utilizando las fechas en las que se realizó el trabajo de campo de la encuesta. Cuando se desconocen las fechas del trabajo de campo, se proporciona la fecha de publicación.
Leyenda:
     Sondeo realizado en el periodo de prohibición legal de la difusión de sondeos de intención de voto.

### Intención de voto
La siguiente tabla enumera las estimaciones ponderadas (sin incluir votos en blanco y nulos) de la intención de voto.
| Encuestadora/Medio             | Fecha          | Muestra | Dennys Cuba | Emerson Nolasco | Juan Arredo. | Julio de la Rosa | Miriam Gavino | Moisés Guía | Luis de la Cruz | Dif. |  |  |  |  |
| ------------------------------ | -------------- | ------- | ----------- | --------------- | ------------ | ---------------- | ------------- | ----------- | --------------- | ---- |  |  |  |  |
| Encuestadora/Medio             | Fecha          | Muestra |             |                 |              |                  |               |             |                 |      |  |  |  |  |
| Elecciones municipales de 2022 | 2 oct 2022     | —       | 27.4        | 20.3            | 14.9         | 8.2              | 7.3           | 4.9         | 4.8             | 7.1  |  |  |  |  |
|                                |                |         |             |                 |              |                  |               |             |                 |      |  |  |  |  |
| Ipsos Perú/América             | 2 oct 2022     | ?       | 26.8        | 19.4            | 17.4         | 7.3              | –             | –           | –               | 7.4  |  |  |  |  |
| Ipsos Perú/América             | 2 oct 2022     | ?       | 23.4        | 19.7            | 22.6         | –                | –             | 7.0         | –               | 0.8  |  |  |  |  |
| Opina Perú                     | 19–23 sep 2022 | 400     | 22.2        | 27.8            | –            | 21.1             | –             | 15.6        | –               | 5.6  |  |  |  |  |
| J&M Consultora                 | 9–13 sep 2022  | 150     | 21.6        | 25.6            | –            | 20.5             | –             | 15.9        | –               | 4.0  |  |  |  |  |
| P&P Confidencial               | 2–9 ago 2022   | 502     | 24.6        | 25.7            | 4.6          | 17.5             | –             | 10.6        | 7.9             | 1.1  |  |  |  |  |

### Preferencias de voto
La siguiente tabla enumera las preferencias de voto en bruto (incluyendo blancos, viciados y sin respuesta) y no ponderadas.
| Encuestadora/Medio             | Fecha          | Muestra | Dennys Cuba | Emerson Nolasco | Juan Arredo. | Julio de la Rosa | Miriam Gavino | Moisés Guía | Luis de la Cruz | B/V  | NS/NO | Dif. |  |  |  |  |
| ------------------------------ | -------------- | ------- | ----------- | --------------- | ------------ | ---------------- | ------------- | ----------- | --------------- | ---- | ----- | ---- |  |  |  |  |
| Encuestadora/Medio             | Fecha          | Muestra |             |                 |              |                  |               |             |                 |      |       |      |  |  |  |  |
| Elecciones municipales de 2022 | 2 oct 2022     | —       | 23.6        | 17.5            | 12.8         | 7.0              | 6.3           | 4.2         | 4.1             | 14.0 | –     | 6.1  |  |  |  |  |
|                                |                |         |             |                 |              |                  |               |             |                 |      |       |      |  |  |  |  |
| Opina Perú                     | 19–23 sep 2022 | 400     | 20          | 25              | –            | 19               | –             | 14          | –               | –    | 10    | 5    |  |  |  |  |
| J&M Consultora                 | 9–13 sep 2022  | 150     | 19          | 22              | –            | 18               | –             | 14          | –               | –    | 12    | 3    |  |  |  |  |
| P&P Confidencial               | 2–9 ago 2022   | 502     | 11.8        | 12.3            | 2.2          | 8.4              | –             | 5.1         | 3.8             | –    | 52.1  | 0.5  |  |  |  |  |

## Resultados

### Sumario general
| |                                                        |              |              |              |           |           |
| Partidos y coaliciones                                                                                                   | Partidos y coaliciones                                 | Voto popular | Voto popular | Voto popular | Regidores | Regidores |
| Partidos y coaliciones                                                                                                   | Partidos y coaliciones                                 | Votos        | %            | +/−          | Total     | +/−       |
| | Movimiento Regional Sierra y Selva Contigo Junín (SyS) | 80,571       | 27.40        | +14.55       | 9         | +7        |
| | Caminemos Juntos por Junín (CJJ)                       | 59,738       | 20.32        | +2.50        | 2         | ±0        |
| | Junín Renace (JR)                                      | 43,770       | 14.89        | Nuevo        | 2         | +2        |
| | Alianza para el Progreso (APP)                         | 23,978       | 8.16         | +2.00        | 1         | +1        |
| | Acción Popular (AP)                                    | 21,608       | 7.35         | +0.08        | 1         | ±0        |
| | Junín Sostenible con su Gente (JUS)                    | 14,359       | 4.88         | –2.23        | 0         | –1        |
| | Perú Libre (PL)1                                       | 14,141       | 4.81         | –31.75       | 0         | –9        |
| | Renovación Popular (RP)                                | 8,167        | 2.78         | Nuevo        | 0         | ±0        |
| | Corazón Patriota (CP)                                  | 8,158        | 2.77         | Nuevo        | 0         | ±0        |
| | Movimiento Regional Bloque Popular Junín (BPJ)         | 5,422        | 1.84         | n/a          | 0         | ±0        |
| | Partido Morado (PM)                                    | 4,763        | 1.62         | Nuevo        | 0         | ±0        |
| | Juntos por el Perú (JP)                                | 4,680        | 1.59         | Nuevo        | 0         | ±0        |
| | Frente de la Esperanza (FE)                            | 4,647        | 1.58         | Nuevo        | 0         | ±0        |
| |                                                        |              |              |              |           |           |
| Total | Total                                                  | 294,002      |              |              | 15        | ±0        |
| |                                                        |              |              |              |           |           |
| Votos válidos | Votos válidos                                          | 294,002      | 86.02        | +3.85        |           |           |
| Votos en blanco | Votos en blanco                                        | 18,244       | 5.34         | –1.66        |           |           |
| Votos nulos | Votos nulos                                            | 29,526       | 8.64         | –2.19        |           |           |
| Votos emitidos | Votos emitidos                                         | 341,772      | 77.36        | –3.03        |           |           |
| Abstenciones | Abstenciones                                           | 100,025      | 22.64        | +3.03        |           |           |
| Votantes registrados | Votantes registrados                                   | 441,797      |              |              |           |           |
| |                                                        |              |              |              |           |           |
| Fuente: |                                                        |              |              |              |           |           |
| Notas al pie: 1 Comparado con los resultados del Movimiento Político Regional Perú Libre (PL) en las elecciones de 2018. |                                                        |              |              |              |           |           |
| Notas al pie: |                                                        |              |              |              |           |           |
| 1 Comparado con los resultados del Movimiento Político Regional Perú Libre (PL) en las elecciones de 2018.               |                                                        |              |              |              |           |           |

### Concejo Provincial de Huancayo
| Cargo                           | Autoridad electa             | Partido político | Partido político                                 |
| ------------------------------- | ---------------------------- | ---------------- | ------------------------------------------------ |
| Alcalde Provincial de Huancayo  | Dennys Cuba Rivera           |                  | Movimiento Regional Sierra y Selva Contigo Junín |
| Regidor Provincial de Huancayo  | Saúl Alejo Arotoma           |                  | Movimiento Regional Sierra y Selva Contigo Junín |
| Regidora Provincial de Huancayo | Noemí Curi Capcha de Chocce  |                  | Movimiento Regional Sierra y Selva Contigo Junín |
| Regidor Provincial de Huancayo  | Jesús Huayas Ruiz            |                  | Movimiento Regional Sierra y Selva Contigo Junín |
| Regidora Provincial de Huancayo | Doricinda Matías Bonifacio   |                  | Movimiento Regional Sierra y Selva Contigo Junín |
| Regidor Provincial de Huancayo  | José Ortiz Soberanes         |                  | Movimiento Regional Sierra y Selva Contigo Junín |
| Regidora Provincial de Huancayo | Yudith Vilcapoma García      |                  | Movimiento Regional Sierra y Selva Contigo Junín |
| Regidora Provincial de Huancayo | Marjury Contreras Hualpa     |                  | Movimiento Regional Sierra y Selva Contigo Junín |
| Regidor Provincial de Huancayo  | Elmer Lifonzo Meza           |                  | Movimiento Regional Sierra y Selva Contigo Junín |
| Regidora Provincial de Huancayo | Sayuri Mayta Briceño         |                  | Movimiento Regional Sierra y Selva Contigo Junín |
| Regidor Provincial de Huancayo  | Sabino Blancas Chavez        |                  | Caminemos Juntos por Junín                       |
| Regidora Provincial de Huancayo | Jane Hospinal P. Escajadillo |                  | Caminemos Juntos por Junín                       |
| Regidora Provincial de Huancayo | Betzabeth Fabián Gonzalez    |                  | Junín Renace                                     |
| Regidor Provincial de Huancayo  | Elio Laureano Rodríguez      |                  | Junín Renace                                     |
| Regidor Provincial de Huancayo  | Rubén Vera Cabrera           |                  | Alianza para el Progreso                         |
| Regidor Provincial de Huancayo  | Misael Quispe Estrada        |                  | Acción Popular                                   |

## Elecciones municipales distritales

### Sumario general
| Partidos y coaliciones                                                                                                   | Partidos y coaliciones                                 | Voto popular | Voto popular | Voto popular | Alcaldías | Alcaldías |
| Partidos y coaliciones                                                                                                   | Partidos y coaliciones                                 | Votos        | %            | +/−          | Total     | +/−       |
| --- | ------------------------------------------------------ | ------------ | ------------ | ------------ | --------- | --------- |
| | Movimiento Regional Sierra y Selva Contigo Junín (SyS) | 61,446       | 27.98        | +12.31       | 17        | +13       |
| | Caminemos Juntos por Junín (CJJ)                       | 35,232       | 16.05        | +2.57        | 5         | +2        |
| | Junín Renace (JR)                                      | 30,212       | 13.76        | Nuevo        | 0         | ±0        |
| | Acción Popular (AP)                                    | 27,220       | 12.40        | +2.61        | 2         | –1        |
| | Alianza para el Progreso (APP)                         | 17,663       | 8.04         | +0.84        | 1         | –1        |
| | Junín Sostenible con su Gente (JUS)                    | 14,076       | 6.41         | –1.71        | 0         | –2        |
| | Perú Libre (PL)1                                       | 9,075        | 4.13         | –22.70       | 2         | –8        |
| | Renovación Popular (RP)                                | 6,874        | 3.13         | Nuevo        | 0         | ±0        |
| | Avanza País (AvP)                                      | 6,269        | 2.86         | –1.65        | 0         | ±0        |
| | Movimiento Regional Bloque Popular Junín (BPJ)         | 4,634        | 2.11         | n/a          | 0         | ±0        |
| | Corazón Patriota (CP)                                  | 2,486        | 1.13         | Nuevo        | 0         | ±0        |
| | Juntos por el Perú (JP)                                | 2,170        | 0.99         | –0.99        | 0         | ±0        |
| | Frente de la Esperanza (FE)                            | 1,237        | 0.56         | Nuevo        | 0         | ±0        |
| | Podemos Perú (PP)                                      | 924          | 0.42         | Nuevo        | 0         | ±0        |
| | Somos Perú (SP)                                        | 55           | 0.03         | –0.13        | 0         | ±0        |
| |                                                        |              |              |              |           |           |
| Total | Total                                                  | 219,573      |              |              | 27        | ±0        |
| |                                                        |              |              |              |           |           |
| Votos válidos | Votos válidos                                          | 219,573      | 84.80        | +0.95        |           |           |
| Votos en blanco | Votos en blanco                                        | 18,740       | 7.24         | +0.81        |           |           |
| Votos nulos | Votos nulos                                            | 20,630       | 7.97         | –1.75        |           |           |
| Votos emitidos | Votos emitidos                                         | 258,943      | 77.50        | –2.93        |           |           |
| Abstenciones | Abstenciones                                           | 75,165       | 22.50        | +2.93        |           |           |
| Votantes registrados | Votantes registrados                                   | 334,108      |              |              |           |           |
| |                                                        |              |              |              |           |           |
| Fuente: |                                                        |              |              |              |           |           |
| Notas al pie: 1 Comparado con los resultados del Movimiento Político Regional Perú Libre (PL) en las elecciones de 2018. |                                                        |              |              |              |           |           |
| Notas al pie: |                                                        |              |              |              |           |           |
| 1 Comparado con los resultados del Movimiento Político Regional Perú Libre (PL) en las elecciones de 2018.               |                                                        |              |              |              |           |           |

### Resultados por distrito
La siguiente tabla enumera el control de los distritos de la provincia de Huancayo. El cambio de mando de una organización política se resalta del color de ese partido.
| Distrito                  | Alcalde titular                    | Partido político | Partido político              | Alcalde electo            | Partido político | Partido político             |
| ------------------------- | ---------------------------------- | ---------------- | ----------------------------- | ------------------------- | ---------------- | ---------------------------- |
| Carhuacallanga            | Judith Eulogio Eulogio             |                  | Todos por el Perú             | Roony Eulogio Eulogio     |                  | Sierra y Selva Contigo Junín |
| Chacapampa                | Juan Guerra Llacua                 |                  | Perú Libre                    | Ever Tacunan Salas        |                  | Sierra y Selva Contigo Junín |
| Chicche                   | Adolfo Román Macha                 |                  | Alianza para el Progreso      | Julián Lozano Serva,      |                  | Caminemos Juntos por Junín   |
| Chilca                    | Luis de la Cruz Sullca             |                  | Perú Libre                    | César Damas Laurente      |                  | Sierra y Selva Contigo Junín |
| Chongos Alto              | Roberto Juica Lozano               |                  | Perú Libre                    | Cristhian Zúñiga Román    |                  | Caminemos Juntos por Junín   |
| Chupuro                   | Nelson Munive Valentín             |                  | Perú Libre                    | Ángel Balbín Gómez        |                  | Sierra y Selva Contigo Junín |
| Colca                     | Jose Cerrón Nastares               |                  | Caminemos Juntos por Junín    | Víctor Acuña Sulluchuco   |                  | Alianza para el Progreso     |
| Cullhuas                  | Wilfredo Sinche Ávila              |                  | Sierra y Selva Contigo Junín  | Nelson Canchanya Flores   |                  | Perú Libre                   |
| El Tambo                  | Carlo Curisinche Eusebio           |                  | Perú Libre                    | Julio Llallico Colca      |                  | Sierra y Selva Contigo Junín |
| Huacrapuquio              | Sergio Inga Limaymanta             |                  | Acción Popular                | Miguel Limaymanta Meza    |                  | Caminemos Juntos por Junín   |
| Hualhuas                  | Eloy Chipana Herquinio             |                  | Perú Libre                    | Jonny Zárate Velásquez    |                  | Sierra y Selva Contigo Junín |
| Huancán                   | Edgar Vilcahuamán Ponce            |                  | Perú Libre                    | Franklin Rosales Cóndor   |                  | Sierra y Selva Contigo Junín |
| Huasicancha               | Roberto Diego Lázaro               |                  | Perú Patria Segura            | Agustín Taipe Flores      |                  | Sierra y Selva Contigo Junín |
| Huayucachi                | Clever Carhuallanqui Carhuallanqui |                  | Acción Popular                | Álex Vásquez Remigio      |                  | Sierra y Selva Contigo Junín |
| Ingenio                   | Merwin Medina Ávila                |                  | Sierra y Selva Contigo Junín  | Percy Huayta Oré          |                  | Acción Popular               |
| Pariahuanca               | Cerrón Chávez Gallardo             |                  | Todos por el Perú             | Wilson Quispe Camarena    |                  | Acción Popular               |
| Pilcomayo                 | Jorge Muñoz Laurente               |                  | Perú Libre                    | Brayan Ninahuanca Pariona |                  | Sierra y Selva Contigo Junín |
| Pucará                    | Roberth Torres Melgar              |                  | Junín Sostenible con su Gente | Daniel Díaz Erquinio      |                  | Sierra y Selva Contigo Junín |
| Quichuay                  | Gonzalo Parraga Camarena           |                  | Acción Popular                | Juan Chileno Arimuya      |                  | Perú Libre                   |
| Quilcas                   | Lino Rivera Contreras              |                  | Junín Sostenible con su Gente | Manuel Rodríguez Huamán   |                  | Caminemos Juntos por Junín   |
| San Agustín               | Víctor Chipana Carrasco            |                  | Sierra y Selva Contigo Junín  | Carlos Zavala Oré         |                  | Sierra y Selva Contigo Junín |
| San Jerónimo de Tunán     | Freddy Sachahuamán Palacios        |                  | Perú Libre                    | Benito Aguilar Rojas      |                  | Sierra y Selva Contigo Junín |
| Santo Domingo de Acobamba | Efraín Veliz Rojas                 |                  | Caminemos Juntos por Junín    | Olvio Samaniego Estrada   |                  | Caminemos Juntos por Junín   |
| Sapallanga                | Rubén Remuzgo Paitan               |                  | Alianza para el Progreso      | Miguel Paitán Soto        |                  | Sierra y Selva Contigo Junín |
| Saño                      | Yody Leonides Najera               |                  | Caminemos Juntos por Junín    | Hilton Ávila Ávila        |                  | Sierra y Selva Contigo Junín |
| Sicaya                    | Ángel Napaico Gutarra              |                  | Perú Libre                    | Oliver Chanca Páucar      |                  | Sierra y Selva Contigo Junín |
| Viques                    | Raúl Huarcaya Salvatierra          |                  | Sierra y Selva Contigo Junín  | Ronald Sapaico Ñavez      |                  | Sierra y Selva Contigo Junín |